# Salvador Flóres
Salvador Flóres (né en 1906 - décès inconnu) était joueur de football international paraguayen, qui jouait en défense.

## Biographie
Pendant sa carrière de club, il joue au Cerro Porteño, un des clubs les plus populaires du championnat du Paraguay. Mais il est surtout connu pour avoir participé à la coupe du monde 1930 en Uruguay, son pays tombe dans le groupe D avec les États-Unis et la Belgique. Les Paraguayens finissent à la 2e place du groupe et ne passent pas le premier tour de la compétition.
Il joue également pendant la Copa América 1929.